# 西村英俊 (ERIA)
西村 英俊（にしむら ひでとし、1952年4月16日 - ）は、日本の元通産・経産官僚、俳人。東アジア・アセアン経済研究センター（ERIA）最高顧問。武蔵野大学国際総合研究所特任教授。武蔵野大学国際総合研究所所長。DongA大学客員教授上級顧問。俳号は我尼吾。妻は俳人の対馬康子。

## 来歴
大阪府出身。追手門学院小学校、大阪市立新北野中学校、灘高等学校卒業。
1976年、東京大学法学部卒業、通商産業省入省。
1981年7月、米国イェール大学大学院修了（MA）。
その後、海外貿易開発協会アジア太平洋代表、通商政策局南東アジア大洋州課長、愛媛県理事（副知事）、中小企業庁経営支援部長、日中経済協会専務理事、日中東北開発協会理事長等を務める。
2008年、東アジア・アセアン経済研究センター（ERIA）事務総長。
2012年「平城遷都1300年記念アジアコスモポリタン賞」創設。
2023年8月より東アジア・アセアン経済研究センター（ERIA）最高顧問、インドネシア・ダルマプルサダ大学客員教授、武蔵野大学国際総合研究所特任教授。
2024年4月より武蔵野大学国際総合研究所所長、DongA大学客員教授上級顧問。

## 俳人として
山口青邨に師事。東大学生俳句会「原生林」編集長。東大ホトトギス会幹事。
1990年、有馬朗人主宰「天為」創刊参加。
1996年、タイ国プーケット島にて「短詩型文学国際シンポジウム」を共催。
1998年、句集『官僚』を出版。
1999年、「松山宣言」起草に参画。
2000年「正岡子規国際俳句賞」創設に参画。
2002年「二十一世紀えひめ俳句賞」、「芝不器男俳句新人賞」の創設に参画。各賞選考委員会参与。俳誌「天為」代表同人。

## 主要な著書

### 著作
- 句集『官僚』 深夜叢書社、1999年
- 『西村我尼吾句集』 芸林書房〈芸林21世紀文庫〉、2002年
- 西村英俊「東アジア経済統合と進むべきASEANの道」『アジア太平洋討究』第22巻、早稲田大学アジア太平洋研究センター、2014年3月、69-145頁、hdl:2065/41308、ISSN 1347-149X。
- 西村英俊、小林英夫編『ASEANの自動車産業』勁草書房、2016年
- 西村英俊、小林英夫、浦田秀次郎『アセアン統合の衝撃』ビジネス社、2016年
- 西村英俊編『アセアンライジング』勁草書房、2018年
- 中嶋聖雄、小林英夫、小枝至、西村英俊、高橋武秀編『「100年に一度の変革期」を迎えた自動車部品産業の現状と課題』柘植書房新社、2019年

### その他
- 「人民文学」2009年7月（巻頭鑑賞）
- 「左岸」第39号2006年11月30日刊（宗左近追悼号）「国際俳句運動への宗左近の理念功績-国際短詩型文学シンポジウム(1996)について-」